# Sason Shaik
Sason Shaik (* 1948 in Bagdad) ist ein israelischer Chemiker (Theoretische Chemie, Quantenchemie). Er ist Professor an der Hebräischen Universität in Jerusalem und Direktor des Lise Meitner Minerva Center for Computational Quantum Chemistry, das er 1997 mit gründete.
Shaik war ab 1951 in Israel und studierte nach Wehrdienst 1965 bis 1968 Chemie an der Bar-Ilan-Universität mit dem Bachelor-Abschluss 1972 und dem Master-Abschluss 1974. Danach ging er als Fulbright Fellow an die University of Washington, an der er 1978 bei N. D. Epiotis  promoviert wurde (Spin Inversion in Triplet Reactions).  Als Post-Doktorand war er bei Roald Hoffmann an der Cornell University. Ab 1979 war er Lecturer an der Ben-Gurion-Universität im Negev, an der er 1984 Associate Professor wurde und 1988 Professor. Seit 1992 ist er Professor an der Hebräischen Universität.
Er war unter anderem Gastprofessor in China und an der École normale supérieure.
Ab 1981 entwickelte er eine Valenzstrukturtheorie der Reaktivität, was zu einer Neubelebung des Interesses an der schon als überholt abgeschriebenen Theorie führte. Er befasste sich auch mit grundlegenden Fragen chemischer Bindung und Aromatizität (Einfluss und Natur der Elektronendelokalisierung z. B. bei Benzol). Ab Mitte der 1990er Jahre befasste er sich mit Oxidierung und Bindungaktivierung durch Metall-Katalysatoren und - Enzyme.
2012 erhielt er die August-Wilhelm-von-Hofmann-Denkmünze und er erhielt den Humboldt-Forschungspreis. 1987 erhielt er den Preis der israelischen chemischen Gesellschaft für junge Chemiker und 2001 den Preis der Israelischen Chemischen Gesellschaft und den Kolthoff Preis. 2007 erhielt er die Schrödinger Medaille der WATOC  (World Association of Theoretical and Computational Chemists). 2005 wurde er Fellow der American Association for the Advancement of Science.
Er verfasst (wie sein Lehrer Roald Hoffmann) auch Gedichte.

## Schriften
- Shaik: Autobiography of Sason Shaik, J. Phys. Chem., 112, 2008, S. 12724–12736
- mit Philippe C. Hiberty: Valence Bond Theory, Wiley-Interscience 2008
- mit  H. Bernhard Schlegel, Saul Wolfe:  Theoretical aspects of physical organic chemistry : the SN2 mechanism, Wiley-Interscience 1992
- Herausgeber mit Gernot Frenking: The chemical bond, 2 Bände, Wiley-VCH 2014
- What happens to molecules as they react ? A valence bond approach to reactivity, J. American Chemical Society, Band 103, 1981, 3692–3701
- mit P.C. Hiberty: When Does Electronic Delocalization Become an Important Driving Force of Molecular Shape and Stability? I. The Aromatic Sextet, J. Am. Chem. Soc., Band 107, 1985,  3089-3095
- mit D. Danovich, A. Shurki: Why Does Benzene Possess a D6h Symmetry? A Quasiclassical State Approach for Probing π-Bonding and Delocalization Energies,  Journal of the American Chemical Society, Band 117, 1995,  S. 7760–7768
- mit  A. Shurki, D. Danovich, P.C. Hiberty: A Different Story of p-Delocalization: The Distortivity of p-Electrons and Its Chemical Manifestations, Chem. Rev., Band 101, 2001, S. 1501–1539
- mit A. Shurki: Valence Bond Diagrams and Chemical Reactivity, Angew. Chem., Int. Ed., Band 38, 1999, S. 586–625
- mit A. Shurki, D. Danovich, P.C. Hiberty: A Different Story of Benzene, The Proceeding of the WATOC Conference, July 1996, J. Mol. Struct. (THEOCHEM), 398–399, 155-167 (1997)
- mit D. Schröder, H. Schwarz: Two-State Reactivity as a new Concept in Organometallic Chemistry, Acc. Chem. Res., Band 33, 2000, S. 139–145
- mit A. Fiedler, D. Schröder,  H. Schwarz: Electronic Structures and Gas-Phase Reactivities of Cationic Late Transition-Metal Oxides, J. Am. Chem. Soc., Band 116, 1994, S. 10734–10741